# Giovanni Piccolomini (general)
Giovanni Piccolomini, avstrijski general, * 1650, † 1689.